# Milan Bizant
Milan Bizant, slovenski rimskokatoliški duhovnik, jezuit. * 12. februar 1961, Ljubljana.

## Življenje
Bizant se je rodil v 6-članski delavsko-kmečki družini v Žlebeh pri Medvodah. Leta 1984 je diplomiral na ljubljanski fakulteti za elektrotehniko. 3 leta je delal kot projektant. Jezuitom se je pridružil leta 1987. Noviciat je opravil v Mariboru. Filozofijo je študiral v Padovi in teologijo v Rimu. Sveto mašniško posvečenje je prejel leta 1996. Nastopil je službo duhovnega asistenta Skupnosti krščanskega življenja. Na rimski Gregoriani je opravil podiplomski študij iz področja duhovnosti in v Avstraliji dokončal svojo jezuitsko formacijo. V letih od 2002 do 2008 je bil študentski duhovnik v Mariboru in voditelj Centra Sinaj.
21. februarja 2008 ga je pater Adolfo Nicolás, Vrhovni predstojnik Družbe Jezusove, imenoval za provinciala Slovenske province Družbe Jezusove. Svoj mandat je zaključil julija 2014, ko ga je nasledil Ivan Bresciani.